# Иля-Миэлунъярви
И́ля-Ми́элунъя́рви (фин. Ylä-Mielunjärvi) — озеро на территории Лоймольского сельского поселения Суоярвского района Республики Карелия.
Площадь озера — 1,6 км². Располагается на высоте 133,8 метров над уровнем моря.
Форма озера лопастная, продолговатая: вытянуто с севера на юг. Берега заболоченные.
Через реку протекает река Сютивиермянйоки, впадающая в озеро Корпиярви.
В южной части озера расположен небольшой остров без названия.
Населённые пункты возле озера отсутствуют. Ближайший — посёлок городского типа Вяртсиля — расположен в 18,5 км к юго-западу от озера.
Код объекта в государственном водном реестре — 01040300211102000013346.